# Pia Cayetano
Pilar Juliana Cayetano (Michigan, 22 maart 1966) is een Filipijns politicus. Cayetano werd in 2019 voor zes jaar gekozen in de Senaat van de Filipijnen. In het verleden was Cayetano reeds van 2004 tot 2010 lid van de Senaat. Van 2016 tot 2019 was ze lid van het Filipijns Huis van Afgevaardigden.

## Biografie
Pia Cayetano werd geboren op 22 maart 1966 in Michigan in de Verenigde Staten. Pia is het eerste kind uit een gezin van vier. Haar ouders zijn voormalig senator Renato Cayetano en de Amerikaanse Sandra Schramm. Na het afronden van haar middelbareschoolopleiding, behaalde Cayetano in 1985 een Bachelor of Arts-diploma economie aan de University of the Philippines. Tijdens haar studie was Cayeteno actief als volleybalster en maakte ze deel uit van het nationale volleybalteam van de Filipijnen. Later studeerde ze rechten aan dezelfde onderwijsinstelling. In 1991 voltooide ze deze opleiding, waarna ze in juni 1992 slaagde ze voor het toelatingsexamen van de Filipijnse balie.
In 2004 stelde Cayetano zich bij de verkiezingen 2004 beschikbaar voor een zetel in de Filipijnse Senaat. Cayetano eindigde op de zesde plaats, voldoende voor een van de twaalf beschikbare zetels in de Senaat. Bij de verkiezingen van 2010 eindigde ze opnieuw als zesde en werd daarmee herkozen voor een tweede en dus laatste opeenvolgende termijn. In de Senaat was Cateyeno een van de belangrijkste initiatiefnemers van de Reproductive Health Bill, een wet die anticonceptie, seksuele voorlichting, en zorg voor moeders voor iedere Filipijnse burger garanderen. De wet werd in 2012 aangenomen. In 2016 kwam haar tweede opeenvolgende termijn als senator ten einde. Omdat in de Filipijnse Grondwet een maximum van twee opeenvolgende termijnen in de Senata is vastgelegd kon ze zich niet herkiesbaar stellen. In plaats daarvan stelde ze zich namens het kiesdistrict van Taguig met succes verkiesbaar voor een zetel in het Filipijnse Huis van Afgevaardigden. Bij aanvang van de zitting van het 17e Filipijns Congres werd ze bovendien gekozen tot een van de vicevoorzitters van het Huis (Deputy Speaker). Drie jaar later werd Cayetano bij de verkiezingen van 2019 opnieuw gekozen in de Senaat. Haar termijn in de Senaat loopt tot halverwege 2025.
Cayetano was tevens actief in de Interparlementaire Unie. Tijdens de 112e algemene vergadering van de Unie in Manilla in 2005 was ze voorzitter van de 10e bijeenkomst van vrouwelijke parlementariërs. In 2008 werd ze in Kaapstad gekozen tot president van de commissie voor parlementariërs van de Interparlementaire Unie. Cayetano staat ook bekend als een actief sporter. Ze begon na haar dertigste met het trainen en deelnemen aan triathlons over de hele wereld. Ze nam onder meer deel aan ironmanwedstrijden. 
Cayetano was getrouwd met sporter en advocaat Ari Ben Sebastian, tot ze in 2004 uit elkaar gingen. Samen kregen ze twee dochters. Later adopteerde ze bovendien nog een zoon. Haar jongere broer Alan Peter Cayetano werd in 2007 ook gekozen in de Senaat van de Filipijnen.